# Enrico De Seta (disegnatore)
Enrico De Seta (Catania, 17 febbraio 1908 – Roma, 28 novembre 2008) è stato un disegnatore, illustratore e pittore italiano. Inizialmente noto come fumettista e autore satirico, nella seconda parte della propria carriera si è affermato come pittore illustratore cinematografico, curando circa 1.500 manifesti.

## Biografia
Nacque in Sicilia, dove la famiglia si trovava per ragioni lavorative del padre, e dall'età di tre anni crebbe a Roma. Appena quindicenne, iniziò la propria attività di disegnatore. Nello stesso periodo fondò e gestì con Ennio Flaiano il settimanale satirico studentesco Il Cerino.
In età giovanile collaborò con numerose testate, fra le quali Il Tifone di Eugenio Danese e dal 1930 il noto Travaso delle idee. Dal 1933 collaborò poi con Il Balilla, per un periodo di circa otto anni, creando vari personaggi fra i quali l'aviatore Peperino, La Famiglia Piroletto (coloni italiani in Africa), Gaetano, Capitan Pappafico, e i celebri Re Giorgetto d'Inghilterra e Ciurcillone, parodia del Re Giorgio VI di Inghilterra e di Winston Churchill. In questo periodo, per le Edizioni d'Arte Boeri pubblicò una serie di cartoline a tema razzista indirizzate ai soldati italiani di stanza in territorio etiope. Per Il Corriere dei Piccoli curò fra il 1936 e il 1937 la striscia sui Fratelli Ravanello. 
Nel 1936 creò il settimanale satirico Argentovivo!, che diresse per 55 pubblicazioni, sino alla chiusura avvenuta nel 1938. La testata fu trampolino di lancio per numerosi disegnatori fra i quali Walter Molino, Rino Albertarelli, Nino Pagot e Franco Caprioli. Il settimanale fu inoltre scenario per la pubblicazione di numerose strisce di De Seta, fra le quali i Fratelli Maccheron, Tamarindo IV, Capitano Rosmarino, Ping Pong, L'incubo della valle viola e Barnabeo Saltaleone. Due anni dopo, inventò il celeberrimo personaggio del Mago Bacù, pubblicato dal Marc'Aurelio..
Negli anni successivi continuò prolificamente l'attività di autore, collaborando con periodici satirico umoristici, periodici per ragazzi e quotidiani.
Amico di Federico Fellini, fu lui a presentargli Aldo Fabrizi, mentre subito dopo l'arrivo delle forze alleate a Roma, aprì nel 1944 con lo stesso Fellini (col quale aveva già collaborato al Marc'Aurelio), una bottega dal nome "The funny face shop", nella quale dipingevano caricature per i militari appena giunti nella capitale. Tale attività costituì tra l'altro l'imprevisto trampolino di lancio per il regista, che incontrerà Roberto Rossellini.
Ha pubblicato  nel 1946  racconti a puntate anche sulla rivista Il Moschettiere dal titolo:  Una notte di terrore  N° 10 
Ha pubblicato nel 1948/1949  vari racconti sulla rivista Noi Ragazzi dal titolo: La notte di Terrore n° 2 1948, Elettricità Animale  n° 11 1948 e I grandi digiunano  n° 21 1949
Nel 1947 fondò con Vittorio Metz il periodico Belzebù!, che ebbe però breve vita.
Nel dopoguerra, a partire dagli anni 1950, diradò l'attività di vignettista satirico per dedicarsi prevalentemente all'illustrazione cinematografica (iniziata già nel 1937), divenendo uno dei più prolifici e noti pittori cartellonisti. Curò, tra gli altri, i manifesti de La strada, I vitelloni, Tutti a casa, Il medico della mutua, L'arte di arrangiarsi, La Chiave di vetro e Una notte a Casablanca.
Nel 1953 fu premiato con la Spiga Cambellotti per il suo lavoro di illustratore.
Collaborò tra gli altri con Epoca, La Gazzetta dello Sport, Il Tempo, Il Giorno, Il Messaggero.
Il 2 giugno 1995 fu insignito dell'onorificenza di commendatore dal Presidente della Repubblica Oscar Luigi Scalfaro.
Morì a Roma, nel 2008, all'età di cento anni.
L'attore Totò, più volte raffigurato da De Seta nei cartelloni cinematografici, paragonò il proprio stile a quello del disegnatore, affermando:
(Totò)